# Frea fulvovestita
Frea fulvovestita là một loài bọ cánh cứng trong họ Cerambycidae.